# Luke (Maryland)
Luke es un pueblo ubicado en el condado de Allegany en el estado estadounidense de Maryland. En el año 2010 tenía una población de 65 habitantes y una densidad poblacional de 92,86 personas por km².

## Geografía
Luke se encuentra ubicado en las coordenadas 
39°28′32″N 79°3′28″O / 39.47556, -79.05778.

## Demografía
Según la Oficina del Censo en 2000 los ingresos medios por hogar en la localidad eran de $19.583 y los ingresos medios por familia eran $23.125. Los hombres tenían unos ingresos medios de $21.875 frente a los $11.875 para las mujeres. La renta per cápita para la localidad era de $10.043. Alrededor del 41.0% de la población estaba por debajo del umbral de pobreza.